# Sergueï Petrenko (hockey sur glace)
Pour les articles homonymes, voir Sergueï Petrenko et Petrenko.
Temple de la renommée russe : 2014
Sergueï Petrenko - en russe Сергей Петренко, et en anglais : Sergei Petrenko- (né le 10 septembre 1968 à Kharkiv en République socialiste soviétique d'Ukraine) est un joueur professionnel russe de hockey sur glace.

## Biographie

### Carrière de joueur
En 1986, il commence sa carrière avec le Dinamo Kharkiv dans la Vyschaïa Liga. Il rejoint la saison suivante le HK Dinamo Moscou et remporte les championnats d'URSS 1990 et 1991 puis la MHL 1992 et 1993. Il a remporté la Coupe Tampere 1991. Il est choisi au cours du repêchage d'entrée 1993 dans la Ligue nationale de hockey par les Sabres de Buffalo en 7e ronde, en 168e position. Il part en Amérique du Nord où il joue quatorze matchs avec les Sabres et est assigné au club école des Americans de Rochester dans la Ligue américaine de hockey. En 1995, il revient au Dinamo. Il a ensuite joué en Suisse, en République tchèque et au Japon. Il met un terme à sa carrière en 2004.

### Carrière internationale
Il a représenté la Russie au niveau international. Il est champion olympique 1992 et champion du monde 1993.

## Trophées et honneurs personnels
- 1998-1999 : nommé dans l'équipe type de la Superliga.

## Statistiques

### En club
| Saison     | Équipe                   | Ligue         |    | Saison régulière | Saison régulière | Saison régulière | Saison régulière | Saison régulière |    | Séries éliminatoires | Séries éliminatoires | Séries éliminatoires | Séries éliminatoires | Séries éliminatoires |
| Saison     | Équipe                   | Ligue         | PJ | B                | A                | Pts              | Pun              | PJ               | B  | A                    | Pts                  | Pun                  |                      |                      |
| 1986-1987  | Dinamo Kharkiv           | Vyschaïa Liga | 44 | 8                | 14               | 22               | 18               |                  |    |                      |                      |                      |                      |                      |
| 1987-1988  | Dinamo Moscou            | URSS          | 31 | 2                | 5                | 7                | 4                |                  |    |                      |                      |                      |                      |                      |
| 1988-1989  | Dinamo Moscou            | URSS          | 23 | 4                | 6                | 10               | 6                |                  |    |                      |                      |                      |                      |                      |
| 1989-1990  | Dinamo Moscou            | URSS          | 33 | 5                | 4                | 9                | 8                |                  |    |                      |                      |                      |                      |                      |
| 1990-1991  | Dinamo Moscou            | URSS          | 43 | 14               | 13               | 27               | 10               |                  |    |                      |                      |                      |                      |                      |
| 1991-1992  | Dinamo Moscou            | Superliga     | 25 | 8                | 9                | 17               | 8                |                  |    |                      |                      |                      |                      |                      |
| 1992-1993  | Dinamo Moscou            | Superliga     | 36 | 12               | 12               | 24               | 10               |                  |    |                      |                      |                      |                      |                      |
| 1993-1994  | Americans de Rochester   | LAH           | 38 | 16               | 15               | 31               | 8                | --               | -- | --                   | --                   | --                   |                      |                      |
| 1993-1994  | Sabres de Buffalo        | LNH           | 14 | 0                | 4                | 4                | 0                | --               | -- | --                   | --                   | --                   |                      |                      |
| 1994-1995  | Americans de Rochester   | LAH           | 43 | 12               | 16               | 28               | 16               | --               | -- | --                   | --                   | --                   |                      |                      |
| 1995-1996  | Dinamo Moscou            | Superliga     | 22 | 8                | 7                | 15               | 14               |                  |    |                      |                      |                      |                      |                      |
| 1996-1997  | HC Davos                 | LNA           | 41 | 19               | 23               | 42               | 20               |                  |    |                      |                      |                      |                      |                      |
| 1997-1998  | Dinamo Moscou            | Superliga     | 44 | 14               | 19               | 33               | 8                |                  |    |                      |                      |                      |                      |                      |
| 1998-1999  | Dinamo Moscou            | Superliga     | 40 | 11               | 24               | 35               | 36               | 6                | 0  | 1                    | 1                    | 0                    |                      |                      |
| 1999-2000  | HC Vítkovice             | Extraliga     | 29 | 7                | 9                | 16               | 4                | --               | -- | --                   | --                   | --                   |                      |                      |
| 1999-2000  | Metallourg Novokouznetsk | Superliga     | 11 | 3                | 2                | 5                | 6                |                  |    |                      |                      |                      |                      |                      |
| 2000-2001  | New Oji Seishi Tomakomai | Japon         |    |                  |                  |                  |                  |                  |    |                      |                      |                      |                      |                      |
| 2001-2002  | Severstal Tcherepovets   | Superliga     | 21 | 5                | 4                | 9                | 31               |                  |    |                      |                      |                      |                      |                      |
| 2002-2003  | Sibir Novossibirsk       | Superliga     | 44 | 7                | 10               | 17               | 20               | --               | -- | --                   | --                   | --                   |                      |                      |
| 2003-2004  | Sibir Novossibirsk       | Superliga     | 5  | 0                | 0                | 0                | 0                | --               | -- | --                   | --                   | --                   |                      |                      |
| 2003-2004  | Molot Prikamie Perm      | Vyschaïa liga | 4  | 2                | 0                | 2                | 0                |                  |    |                      |                      |                      |                      |                      |
| Totaux LNH | Totaux LNH               | Totaux LNH    | 14 | 0                | 4                | 4                | 0                |                  |    |                      |                      |                      |                      |                      |